# Svjedodžba o zaslugama "Milan Šufflay"
Svjedodžba o zaslugama "Milan Šufflay" (alb. Certifikata e Meritës "Milan Šufflay"), svjedodžba je koju dodjeljuje Veleposlanstvo Republike Albanije u Zagrebu, ljudima, institucijama ili organizacijama koje pružaju izvanredan doprinos jačanju prijateljstva i odnosa između Albanije i Hrvatske i njihovih naroda; za izvanredan doprinos miru, sigurnosti, stabilnosti i održivom razvoju u okružju; ili za poseban doprinos u akademskim, kulturnim, umjetničkim i znanstvenim područjima vezanim za Albance i Hrvate. Općenito, Svjedodžba o zaslugama dodjeljuje se hrvatskom i albanskom državljaninu, jednom godišnje, u sklopu Nacionalnoga dana Albanije. Svjedodžba je nazvana po Milanu Šufflayju, hrvatskome povjesničaru, jednome od utemeljitelja albanologije.

## Dobitnici
- 2015.: Aleksandar Stipčević (posmrtno) i Zef Mirdita
- 2016.: Ermina Lekaj Prljaskaj, Maximiljana Barančić, Mirjam Bisha Deponte i Stjepan Šafran
- 2017.: Rahim Ademi, Agim Çeku, Ilir Kerni i Ardian Kozniku